# مناظرة أكسفورد حول التطور 1860

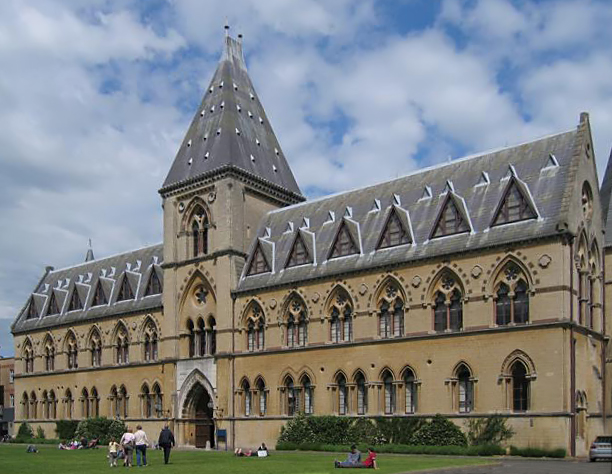
جرت المناقشة في متحف جامعة أكسفورد للتاريخ الطبيعي.

جرت مناظرة أكسفورد حول التطور عام 1860 في متحف جامعة أكسفورد في أكسفورد بإنجلترا في 30 يونيو 1860 بعد سبعة أشهر من نشر كتاب «أصل الأنواع» لتشارلز داروين. شارك العديد من العلماء والفلاسفة البريطانيين البارزين، بما في ذلك توماس هنري هكسلي، المطران صموئيل ويلبرفورس، بنيامين برودي، جوزيف دالتون هوكر وروبرت فيتزتروي.
أهم ما تمثله هذه المناظرة اليوم هو هو تراشق الكلمات بين ويلبرفورس وهكسلي عندما قام ويلبرفورس بسؤال هكسلي ما إذا كان قد انحدر من القردة من سلالة جده أم من جدته. يقال أن هكسلي أجابه بأنه لن يخجل من كونه ينحدر من قرد، لكنه سيخجل إن كان له أي علاقة برجل استخدم مواهبه وقدراته لإخفاء الحقيقة.
غالباً ما يُعرف هذا اللقاء على أنه جدل هكسلي وويلبرفورس ، وهو وصف مضلل نوعاً ما، حيث أن اللقاء لم يكن للجدل بين هكسلي وويلبرفورس بالأساس، بل كان لقاءً رسمياً لمناقشة ورقة علمية قدمها جون ويليام درابر من جامعة نيويورك حول التطور الفكري لأوروبا فيما يتعلق بنظرية داروين (واحدة من الأوراق العلمية التي قدمت خلال ذلك الأسبوع كجزء من الاجتماع السنوي للجمعية البريطانية). على الرغم من أن هكسلي وويلبيرفورس لم يكونا المشاركين الوحيدين في المناقشة، إلا أنهما كانا الطرفان المهيمنان. هناك قدر كبير من عدم اليقين فيما يتعلق بما قاله هكسلي وويلبيرفورز فعلاً.